# Kheragarh
Kheragarh es un pueblo y nagar Panchayat situado en el distrito de Agra en el estado de Uttar Pradesh (India). Su población es de 21470 habitantes (2011). 

## Demografía
Según el censo de 2011 la población de Kheragarh era de 21470 habitantes, de los cuales 11387 eran hombres y 10083 eran mujeres. Kheragarh tiene una tasa media de alfabetización del 76,53%, superior a la media estatal del 67,68%: la alfabetización masculina es del 85,05%, y la alfabetización femenina del 66,98%.